# کریول سیشلی
کریول سیشلی (kreol, seselwa) زبان کریول مبتنی بر فرانسوی است که در سیشل گفتگو می‌شود. این زبان در سیشل همراه با انگلیسی و فرانسوی رسمی است.